# 国鉄タム4900形貨車
国鉄タム4900形貨車（こくてつタム4900がたかしゃ）は、かつて日本国有鉄道（国鉄）に在籍した私有貨車（タンク車）である。
本形式と同一の専用種別であるタキ9300形、タキ9350形についても本項目で解説する。

## タム4900形
タム300形より1954年（昭和29年）8月28日に1両（タム331）、1956年（昭和31年）1月13日に1両（タム332）の合計2両の専用種別が亜硫酸パルプ廃液に変更され形式は新形式であるタム4900形（タム4900, タム4901）とされた。
1956年（昭和31年）10月9日にタム4500形より2両（タム4500, タム4501）の専用種別が亜硫酸パルプ廃液に変更されタム4900形（タム4902, タム4903）に編入された。種車であるタム4500形は新潟鉄工所にて1943年（昭和18年）10月23日に製作された1形式2両の少数車形式である。
1959年（昭和34年）10月31日に2両（タム4904, タム4905）が若松車輌にて製作された。
1963年（昭和38年）7月17日から1965年（昭和40年）3月24日にかけてタム900形より16両（タム967 - タム970、タム961 - タム966、タム941 - タム942、タム951、タム955 - タム957）の専用種別が亜硫酸パルプ廃液に変更されタム4900形（タム4906 - タム4921）に編入された。
本形式の他に亜硫酸パルプ廃液を専用種別とする形式にはタキ9300形（後記）、タキ9350形（後記）の2形式が存在した。
落成時の所有者は三井金属鉱業、東洋紡績であった。三井金属鉱業所有全車は1964年（昭和39年）12月28日に東洋紡績へ名義変更された。東洋紡績所有車4両（タム4918 - タム4921）は1968年（昭和43年）4月9日に興国人絹パルプ（社名はその後「興人」へ変更）へ、また18両（タム4900 - タム4917）は同年5月6日に十条製紙へ名義変更された。
落成時の軸ばね支持方式は一段リンク式であったが貨物列車の最高速度引き上げが行われた1968年（昭和43年）10月1日ダイヤ改正対応のため二段リンク式に改造された。
車体色は黒色、寸法関係は全長は7,600 - 8,050mm、全幅は2,428mm、全高は3,298mm、軸距は3,800 - 4,000mm、実容積は12.3m3、自重は8.6 - 11.5t、換算両数は積車2.6、空車1.0であった。
1981年（昭和56年）2月23日に最後まで在籍した3両（タム4918, タム4919, タム4921）が廃車となり同時に形式消滅となった。

## タキ9300形
タキ9300形は1962年（昭和37年）3月14日に2両（コタキ9300, コタキ9301）が富士重工業にて製作された。
記号番号表記は特殊標記符号「コ」（全長 12 m 以下）を前置し「コタキ」と標記する。
落成時の所有者は、三井金属鉱業であったが1971年（昭和46年）12月17日に山陽パルプ（のちに「山陽国策パルプ」へ社名変更）へ名義変更された。
車体色は黒色、寸法関係は全長は10,300mm、全幅は2,550mm、全高は3,612mm、台車中心間距離は7,200mm、実容積は23.5m3、自重は15.7t、換算両数は積車4.5、空車1.6であり、台車はベッテンドルフ式のTR41Cであった。
1987年（昭和62年）4月の国鉄分割民営化時には車籍がJR貨物に継承されたが、1988年（昭和63年）5月に2両一緒に廃車となり同時に形式消滅となった。

## タキ9350形
1964年（昭和39年）11月13日にタキ400形より2両（タキ415, タキ416）の専用種別が亜硫酸パルプ廃液に変更され形式名は新形式であるタキ9350形とされた。種車である「タキ415, タキ416」は1949年（昭和24年）11月28日にチキ1500形、チキ3000形より改造された戦災復旧車であった。
所有者は、興国人絹パルプ（社名はその後「興人」へ変更）でありその常備駅は富山港線の奥田駅であった。
車体色は黒色、寸法関係は全長は13,600mm、台車中心間距離は7,270mm、実容積は22.5m3、自重は18.4t - 19.7t、換算両数は積車4.5、空車2.0であり、台車はベッテンドルフ式のTR24であった。
1975年（昭和50年）5月15日に2両一緒に廃車となり、同時に形式消滅となった。タキ9350形としての在籍期間は約11年であったが、製造から起算すると車齢は約40年であった。